# دختر سفیر (فیلم ۱۹۵۶)
دختر سفیر (انگلیسی: The Ambassador's Daughter) فیلمی در ژانر کمدی رمانتیک به کارگردانی نورمن کراسنا است که در سال ۱۹۵۶ منتشر شد.

## بازیگران
- اولیویا دی هاویلند
- جان فورسایث
- آدولف منژو
- ادوارد آرنولد
- فرانسیس لدرر
- مینور واتسون
- میرنا لوی
- تامی نونان